# Mount Emmons
Mount Emmons je hora v pohoří Uinta Mountains, na severu Duchesne County, na severovýchodě Utahu.
S nadmořskou výškou 4 097 metrů je čtvrtou nejvyšší horou ve státě Utah. Nachází se ve střední části pohoří, 8,7 kilometru jihovýchodně od nejvyššího vrcholu pohoří a Utahu Kings Peak.
Území je součástí národního lesa Ashley National Forest a chráněné oblasti High Uintas Wilderness.
Hora je pojmenovaná, podobně jako další hora stejného jména v Coloradu, podle amerického geologa z druhé poloviny 19. století Samuela F. Emmonse.